# Hellion: Mystery of the Inquisition
Hellion: Mystery of the Inquisition (с англ. — «Озорник: Тайна инквизиции») — компьютерная игра в жанре action, которая разрабатывается компанией Flying Fish Works. Издатель пока неизвестен. Действие игры происходит в 13-м веке, где протагонист сражается с разными мифическими силами, еретиками, демонами, тамплиерами и т. д. Проект закрыт, так как не нашел издателя.

## Игровой процесс
По словам разработчиков их цель заключается в создании исторической игры-фикции, которая поставит игрока в центре средневекового мира, полного жестокости, непримиримости и диверсифицированной убежденности. Игрок станет очевидцем больших политических махинаций, невидимой жестокости и предательства.

Предварительный скриншот из игры, демонстрирующий одну из локаций игры.

Как один из инквизиторов, игрок будет сражаться против еретиков, демонов, одержимых, и прочих врагов. Игроку придется использовать как физические, так и духовные силы в борьбе против врагов. Игрок будет иметь возможность использовать разнообразные виды вооружения, взаимодействовать с окружающей средой а также использовать различные заклинания для борьбы против мифических врагов. В игре будут присутствовать RPG-элементы — игрок сможет усовершенствовать свои способности, оружие и изучать новые заклинания.
Геймплей в игре будет линейным, но игрок будет иметь возможность выбирать различную последовательность выполнения заданий, но не будет иметь возможность свободно путешествовать по игровому миру.
Игра ориентирована на бои с оружием ближнего боя, поэтому в игру введены различные комбо и большое количество видов вооружений для ближнего боя.
Игра содержит 11 различных локаций.

## Сюжет
Действие игры разворачивается в 13-м веке. Протагонистом является один из инквизиторов (см. ниже). По словам разработчиков в игре будут встречаться места, которые есть в реальном мире. Игроку предстоит путешествовать по Европе и Азии.

### Главный герой
Главный герой — Годрик (англ. Godric) родился в 1198 году в Гластонбери, Англия. Его отец — Алрик (англ. Alric) был одним из почитаемых европейских рыцарей, которые сыграли большую роль в Третьем Крестовом Походе. С возраста 7 лет Годрика обучали фехтованию, этике европейского рыцаря, чести и преданности Святой Римской Церкви. Следуя по стопам своего отца, он хотел, стать одним из самых благородных и почитаемых рыцарей Европы.
Детство Годрика внезапно закончилось когда ему было 10 лет. В одну ночь гарнизон вооруженных людей вторгся на собственность его отца и предъявили ему обвинения в ереси. Они потребовали, чтобы он капитулировал и сдался в руки властей. Возмущенный отец Годрика начал сопротивляться. Но злоумышленники одолели Алрика и убили его на глазах у сына. Эта ночь оставила большой след в жизни главного героя игры.
В течение нескольких следующих лет, Годрик жил у его дяди. Одинокий и полный печали он покинул Англию в возрасте 18 лет.
Во время своего путешествия по Европе он вступил к доминиканцам, монахам, преданным Папе римскому, которые проповедовали религию в разных странах. Вскоре он стал прекрасным компаньоном для своей монашеской братии — не только спасая их жизни, от бандитов, а и показывая свои ораторские таланты проповедуя религиозные взгляды другим людям. Доминиканцы решили раскрыть свои тайны перед Годриком, включая их знания про сверхъестественное и их духовные способы противодействия злу. Годрик приобрел знания экзорцизма и стал весьма уникальным рыцарем.
Во время своего путешествия с доминиканцами, они пришли в Рим, чтобы встретить одного из кардиналов. Кардинал знал важное послание доминиканцам от Папы про их исторически значимую миссию. Задачей миссии стало обнаружение и обращение на свою сторону лидеров сектантских организаций по всей Европе. Если враги церкви не станут каяться они должны будут привлечь их к ответственности, провести судебное разбирательство и наказать.
Один из римских кардиналов, который слышал от доминиканцев о достоинствах и талантах Годрика встречается с ним. Вскоре он обнаруживает, что Годрик вполне может стать прекрасным инструментом для определенных конкретных и засекреченных задач, которые должны выполняться, чтобы положить конец религиозным войнам в Европе. Таким образом в 1219 году Годрик становится членом инквизиции.

## Разработка игры
24 марта 2009 года разработчики официально анонсировали игру, назвав её предварительную дату выхода — 2010 год. Вместе с этим было выложено несколько концепт-артов игры.

16 апреля 2009 года был открыт официальный англоязычный сайт игры.
28 апреля 2009 года разработчики опубликовали первые четыре обоя к игре.
9 июня 2009 года разработчики опубликовал первую информацию относительно главного героя игры.
4 октября 2009 года были опубликованы первые скриншоты к игре. На некоторых скриншотах можно увидеть одного из типов врагов в игре — тамплиеров.
2 декабря 2009 года разработчики опубликовали на официальном сайте 3 новых скриншота к игре, а также 5 новых обоев.
7 января 2010 года был опубликован первый геймплейный ролик к игре. В нем был показан фрагмент боя с одним из врагов.
12 февраля 2010 года были выпущены несколько новых скриншотов и артов к игре.
19 февраля 2010 года на официальном сайте были опубликлованы первые дневники разработчиков под названием «Hellion: the Vision».
4 марта 2010 года разработчики опубликовали 4 новых скриншота игры, на которых было показано разнообразие игрового мира.

24 июня 2010 года на русскоязычном игровом сайте MGnews.ru, было опубликовано интервью с пиар-менеджером Flying Fish Works — Войцехом Гатисом (англ. Wojciech Gatys), в котором он ответил на вопросы пользователей сайта.
30 июня 2010 года разработчики игры опубликовали новый трейлер, на котором были показаны различные уровни в игре, на которых будут разворачиваться действия игры.

На данный момент разработка игры прекращена.